# Secondary products revolution
Secondary products revolution ist eine Theorie des britischen Archäologen Andrew Sherratt, wonach die Einführung intensivierter Nutzung tierischer Ressourcen, vor allem deren Arbeitskraft, aber auch von Wolle und Milch weitgehend gleichzeitig im frühurbanen Mesopotamien der Uruk-Zeit erfunden wurden. Bei den "secondary products" (Sekundärprodukte) handelt es sich um Güter, die, im Gegensatz zu Fleisch, genutzt werden können, ohne das Tier zu töten. Der Begriff wurde analog der Childe'schen neolithischen Revolution gebildet.

## Sekundärprodukte
Von Sherrat werden folgende Innovationen diskutiert:
- Rinder als Zugtiere, damit Rad und Wagen
- Pflugbau
- Milch
- Wolle

Weitere Nutzungsweisen ließen sich hinzufügen, wie:
- Hauspferd als Zug- und Reittier
- Eier
- Seide
- Blut
- Honig

## Ausbreitung
Die Nutzung der Sekundärprodukte erreichte nach Sherratt während des Äneolithikums und der frühen Bronzezeit Südosteuropa. Er will das vor allem an neuen Gefäßformen erkennen.
Während des Jungneolithikums, etwa zwischen 4300 und 3300 v. Chr., verbreitete sich die Nutzung der Sekundärprodukte im südlichen Mitteleuropa.

## Kritik
Es ist umstritten, inwiefern die betreffenden Innovationen zeitlich korreliert werden können und inwiefern tatsächlich von einer Revolution gesprochen werden kann.
Die Existenz einer gleichzeitigen Veränderung in allen diesen Bereichen in Mitteleuropa ist nicht anerkannt und durch Untersuchungen von Oliver E. Craig und Markus Vosteen weitgehend widerlegt. Auch Jens Lüning hat diese Theorie abgelehnt.
In einer Lipid-Untersuchung prähistorischer Scherben konnten Evershed et al. Milchnutzung ab dem 7. Jahrtausend nachweisen. Untersuchungen zur Verbreitung der Laktoseintoleranz deuten darauf hin, dass die entsprechende Gen-Veränderung wesentlich älter ist. Unbestritten ist, dass die Laktosetoleranz gleichzeitig mit der Verbreitung von Ackerbau und Viehzucht zunahm. Die Kastration von Rindern ist wahrscheinlich etwa 1000 Jahre früher erfolgt.